# Gurnigel
Le Gurnigel est une montagne de Suisse dans le canton de Berne à 13 km à l'ouest de Thoune.

## Histoire
Culminant à 1 620 m d'altitude, le Gurnigel était célèbre pour ses bains d'eaux sulfureuses.